# Арсеній Цибульський
Арсе́ній Цибу́льський (пол. Arseniusz Cybulski; 1671, Вільно ― 8 січня 1722, Холм) ― композитор Великого князівства Литовського, представник східнослов'янського бароко, ієромонах-василіянин.

## Життєпис
Народився близько 1671 року у Вільно в родині Андрія Цибульського та Анни Козарківної. Навчався у Віленській єзуїтській академії і у Вільно вступив на новіціят до Василіянського Чину. У 29-річному віці направлений на навчання до Папської Грецької колегії святого Атанасія в Римі (прибув на студії 30 квітня 1700 року, а виїхав з колегії 14 вересня 1705 року), де здобув докторати з філософії і богослов'я.
Після студій був проповідником у Жировицькому та Віленському монастирях, а згодом настоятелем у Мірі. Після Міру переведений до василіянського монастиря у Холмі і призначений там вікарієм.
Помер у Холмі 8 січня 1722 року.

## Творчість
Належав до Віленської композиторської школи партесного співу, центром якої міг бути унійний василіянський монастир Пресвятої Трійці у Вільно. Іншими представниками цієї школи були Микола Дилецький і Тома Шеверовський.
Ідентифіковані два твори Арсенія Цибульського: «Ірмос 9-ї пісні Канону на Різдво Христове» та Літургія під назвою «Слеза». Білоруський музикознавець Ірина Герасимова звела у партитури ці твори і передала їх до репертуару львівського вокального ансамблю «A cappella Leopolis».